# 秋秀賢
秋秀賢（韓語：추수현，1988年3月11日—），韓國女演員。

## 演出作品

### 電視劇
- 2013年：MBC《七級公務員》飾演 國家情報院職員
- 2014年：tvN《岬童夷》飾演 吳英愛
- 2014年：SBS《皮諾丘》飾演 林在煥
- 2015年：SBS《愛你的時間》飾演 李素恩
- 2017年：MBC《王在相愛》飾演 玉芙蓉/無妃
- 2018年：TV朝鮮《大君－繪製愛情》飾演 楚腰輕
- 2019年：KBS《鄰家律師趙德浩2：罪與罰》飾演 徐智慧

### MV
- 2014年：金宇宙《Piano by Yiruma》

## 外部連結
- 秋秀賢的Instagram帳戶